# Shalu-Kloster
| Tibetische Bezeichnung                  |
| --------------------------------------- |
| Tibetische Schrift: ཞ་ལུ་དགོན་པ           |
| Wylie-Transliteration: zha lu dgon pa   |
| Offizielle Transkription der VRCh: Xalu |
| THDL-Transkription: Zhalu               |
| Andere Schreibweisen: Shalu, Źalu       |
| Chinesische Bezeichnung                 |
| Traditionell: 夏鲁寺                    |
| Vereinfacht: 夏魯寺                     |
| Pinyin:Xiàlǔ Sì                         |

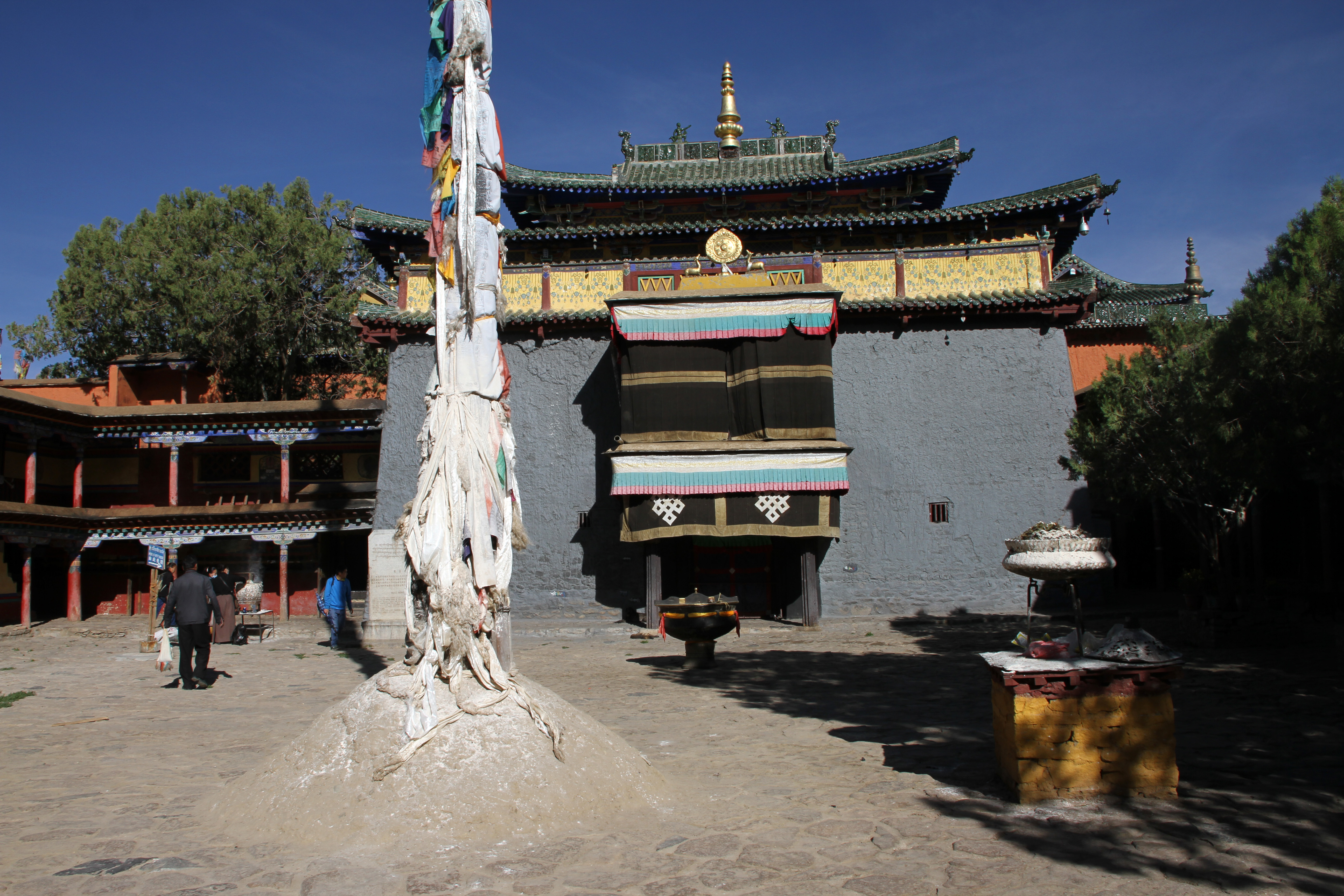
Shalu-Kloster 2014

Shalu (auch: Zhalu; tib.: zha lu) ist eines der bekanntesten Klöster des tibetischen Buddhismus, gelegen im Dorf Shalu des Stadtbezirks Samzhubzê in der bezirksfreien Stadt Xigazê des Autonomen Gebiets Tibet in der Volksrepublik China. Es liegt auf etwa 4.000 Metern Höhe.

## Geschichte
Das Kloster Shalu wurde im Jahr 1027 oder 1040 von Cetsün Sherab Chungne  (tib.: lce btsun shes rab 'byung gnas) gegründet. Nachdem es von einem Erdbeben zerstört worden war, wurde es 1314 gründete der 11. Abt von Shalu, Butön Rinchen Drub, das Kloster Shalu Riphug (tib.: zha lu ri phug). Butön war in der Throphu-Kagyü-Schule (tib.: khro phu bka' brgyud) ausgebildet worden, doch er interessierte sich besonders für die Mandalas der Yogatantras und für das Kalachakra-Tantra. Schließlich gründete er eine eigene Shalu-Tradition, die über seinen Tod hinaus Einfluss hatte.
Im Jahr 1333 wurde das Kloster umgebaut und erweitert. Die Herrscher der Ming-Dynastie (1388–1644) stellten Shalu unter ihre Schirmherrschaft, weshalb u. a. der Haupttempel des Klosters ein Dach im chinesischen Stil hat. Die Kombination von tibetischen und chinesischen Elementen ist eine architektonische Besonderheit von Shalu. Shalu ist auch für seine Wandmalereien berühmt.
Ein bekannter Lehrer von Shalu im 19. Jahrhundert war Losel Tenkyong (tib.: blo gsal bstan skyong), der in Verbindung mit Jamyang Khyentse Wangpo (tib.: 'jam dbyangs mkhyen brtse'i dbang po) einen wichtigen Beitrag zur Rime-Bewegung (tib.: ris med) leistete.
Im Gegensatz zu vielen anderen Klöstern in Tibet wurde Shalu während der Kulturrevolution nicht vollständig zerstört.
Das Kloster steht seit 1988 auf der Liste der Denkmäler der Volksrepublik China.
Ab 2009 investierte die chinesische Regierung 16 Millionen Yuan in die Renovierung des Klosters, die zwei Jahre dauern sollte.

Shalu-Kloster
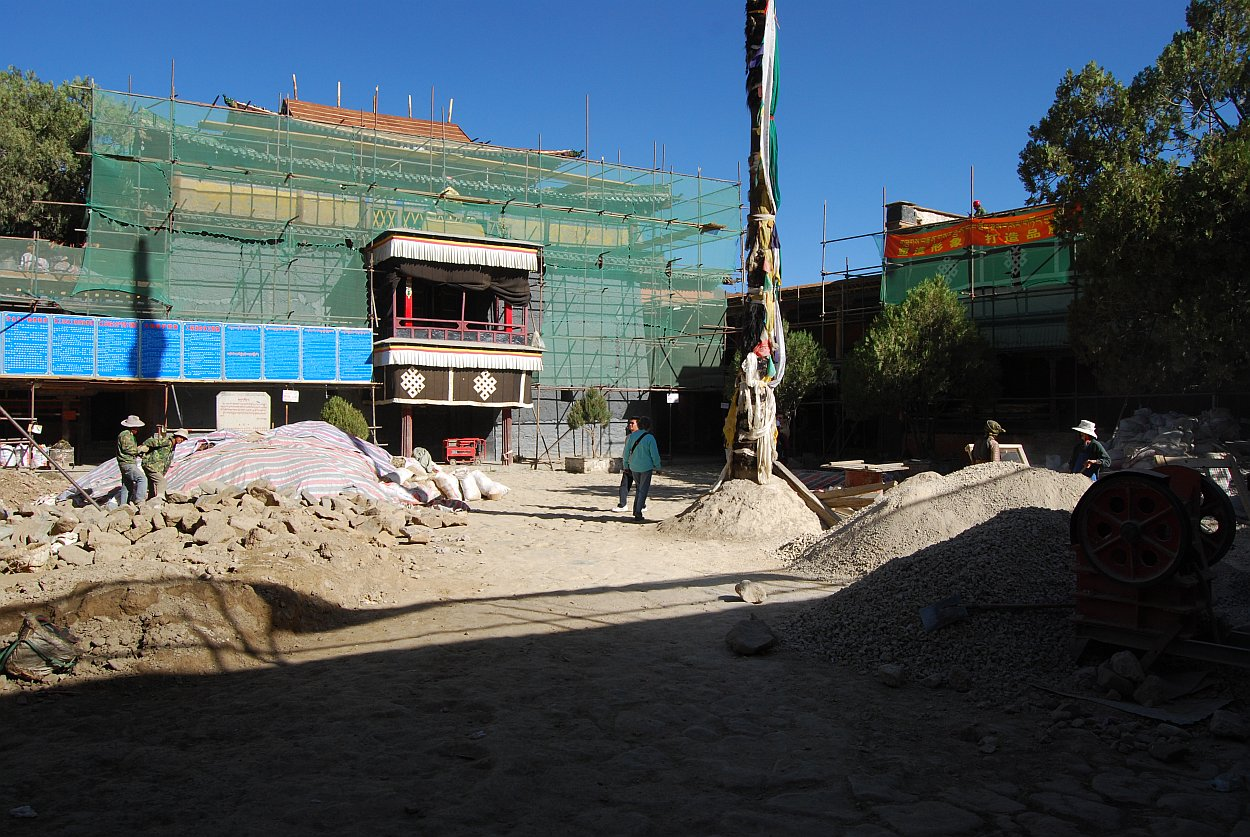
Wiederaufbau 2009
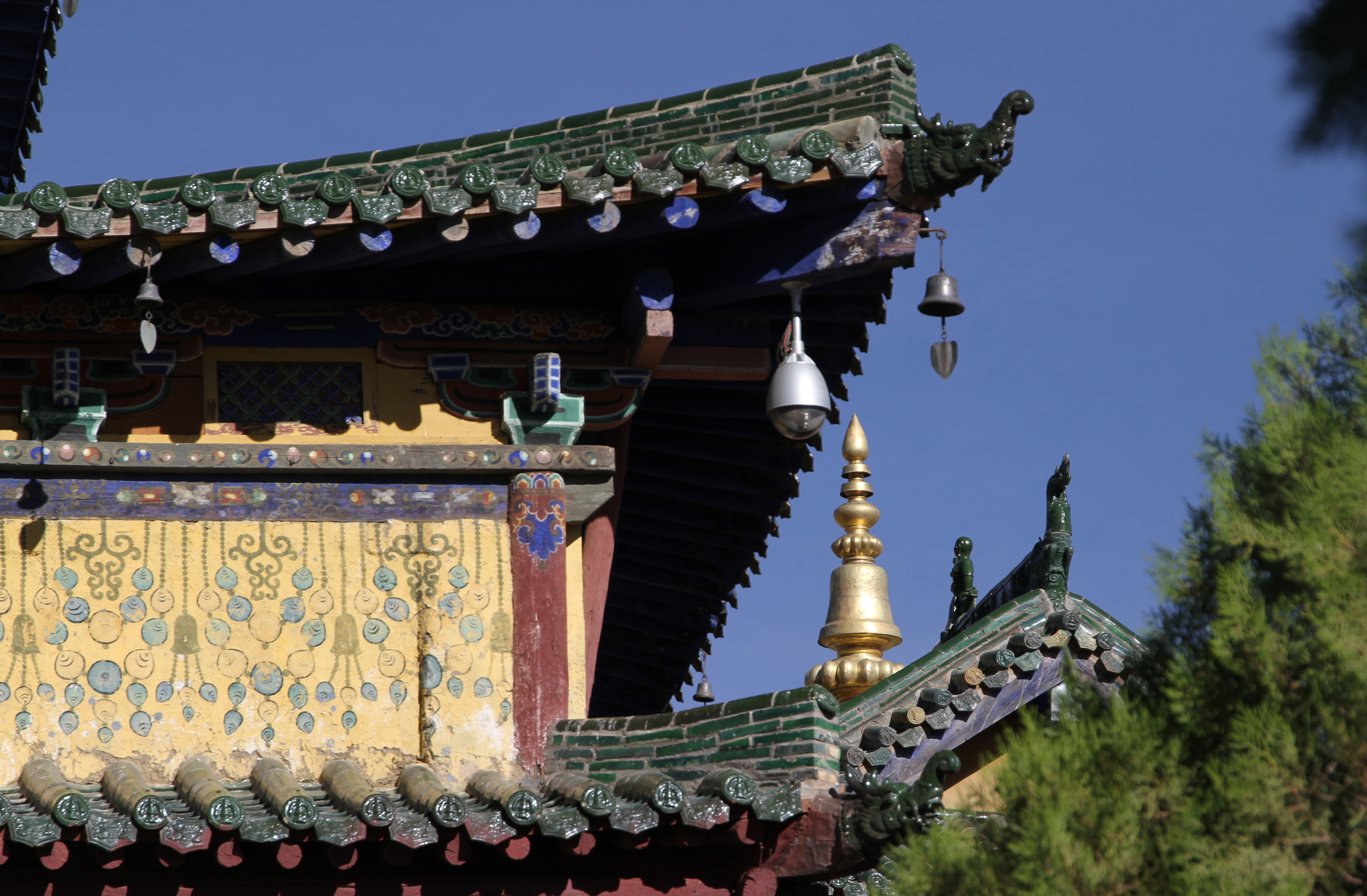
Chinesische Bauelemente
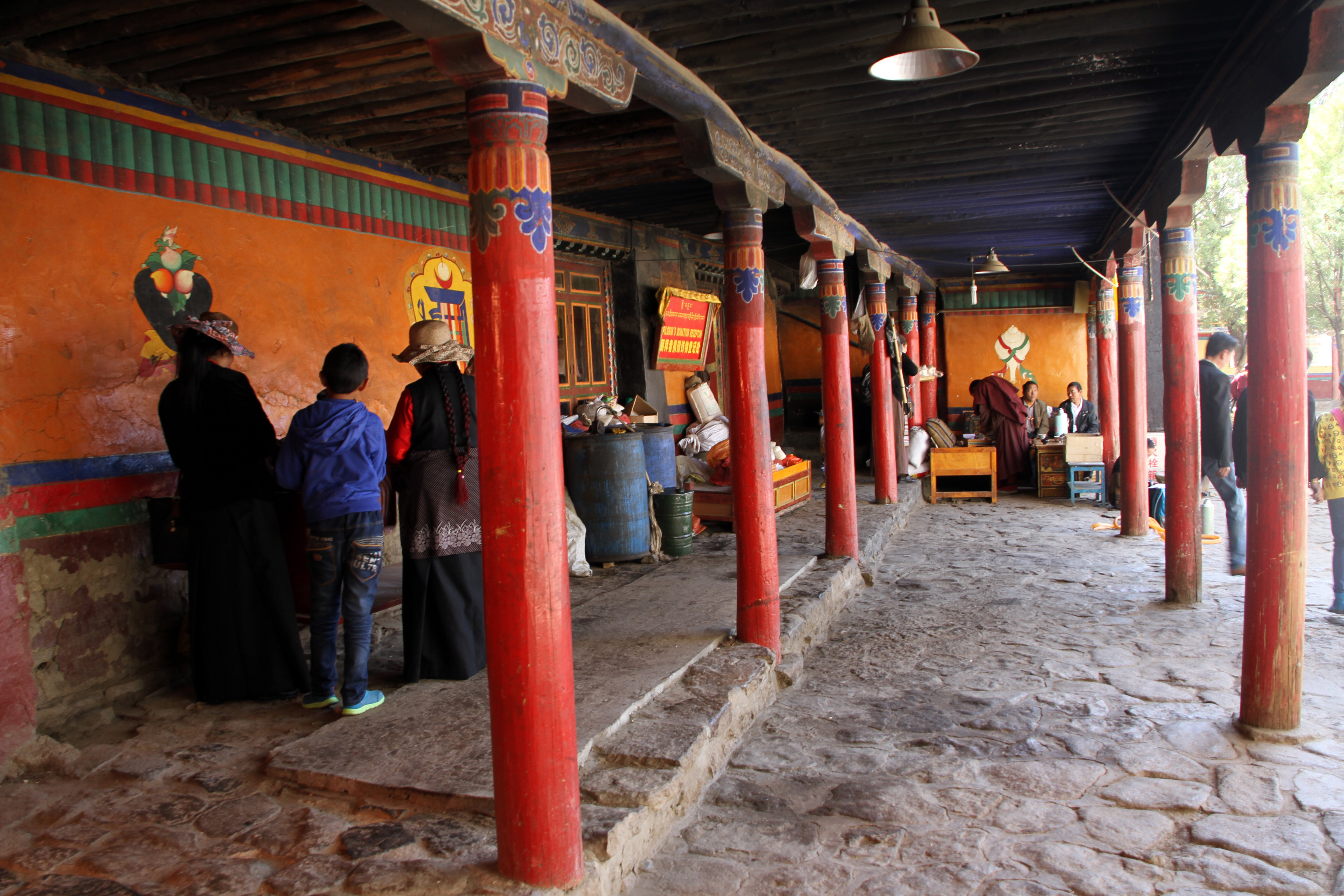
Innenhof
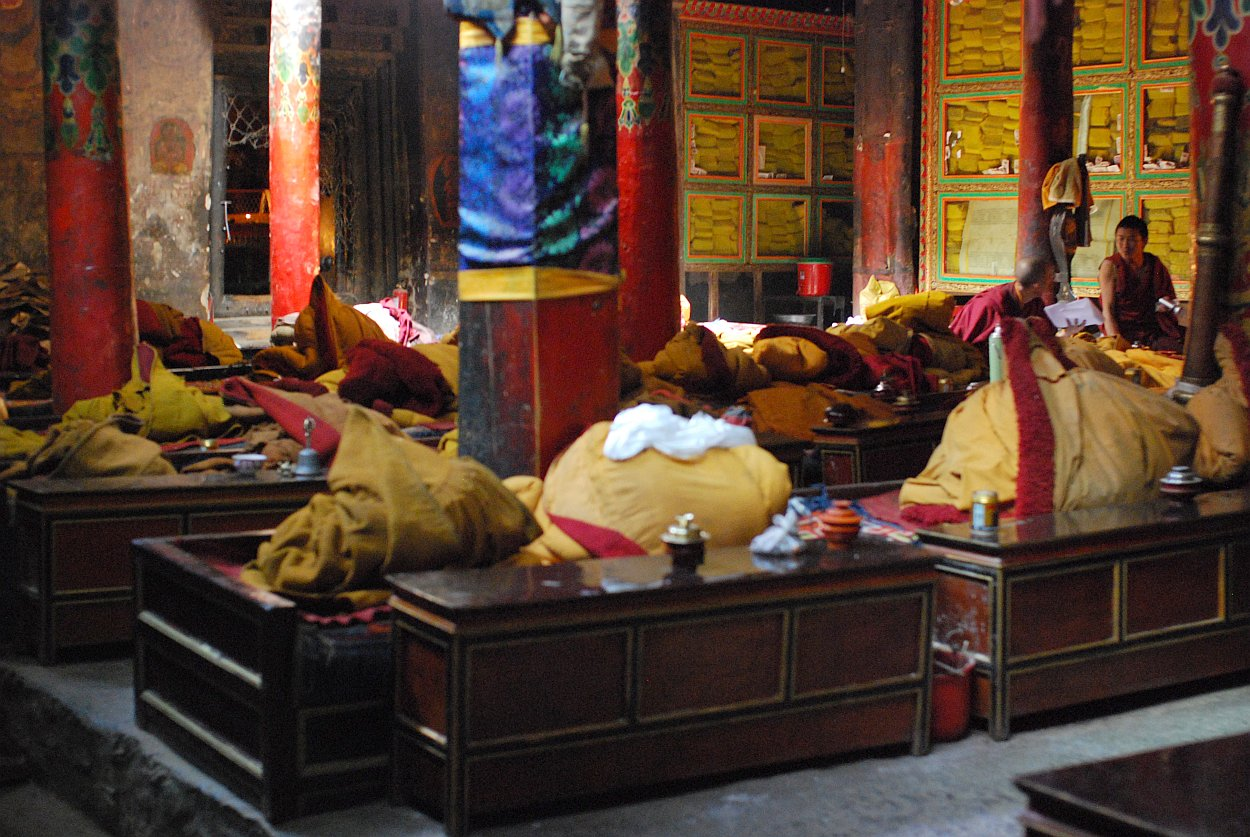
Innenansicht
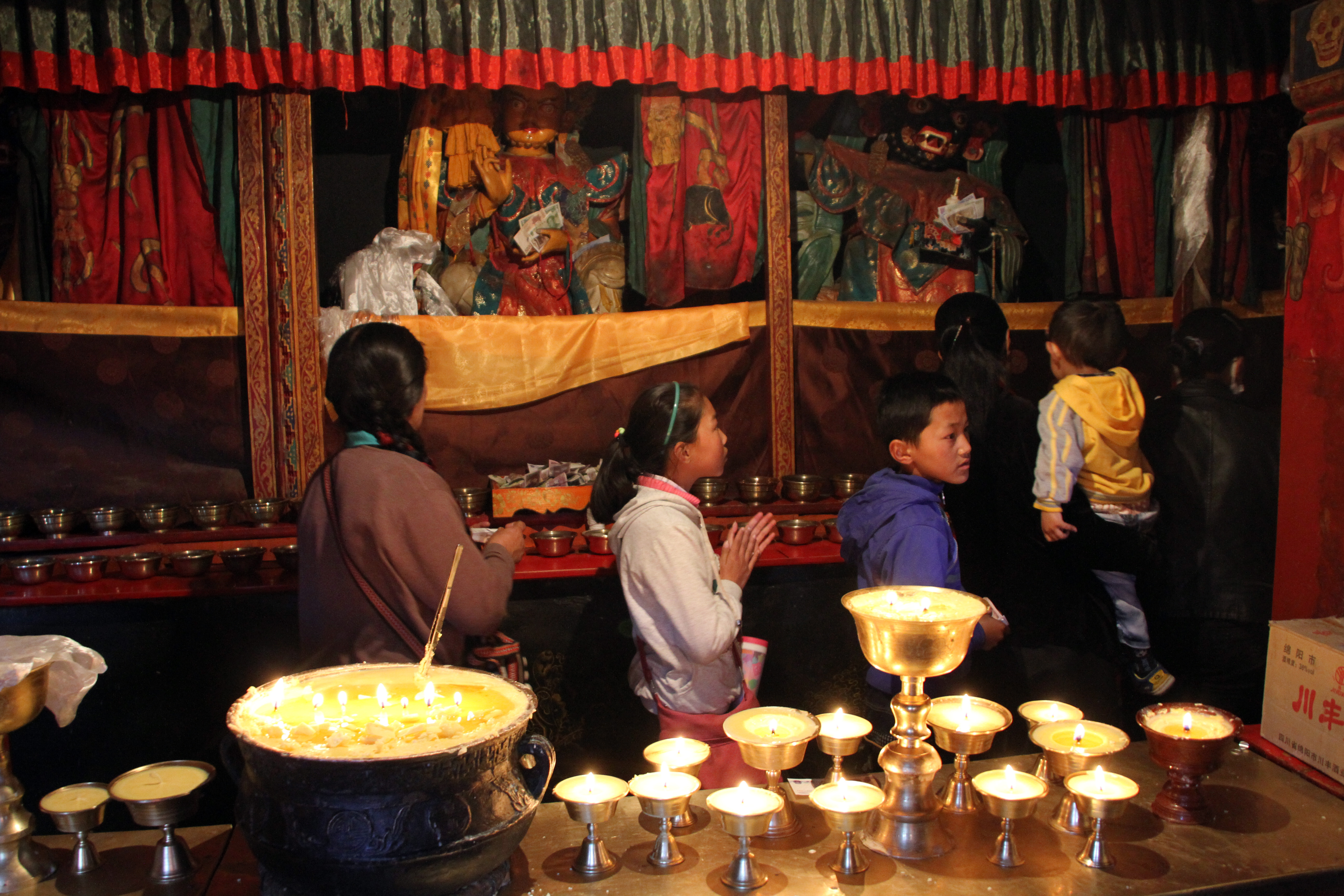
Schutzgeister
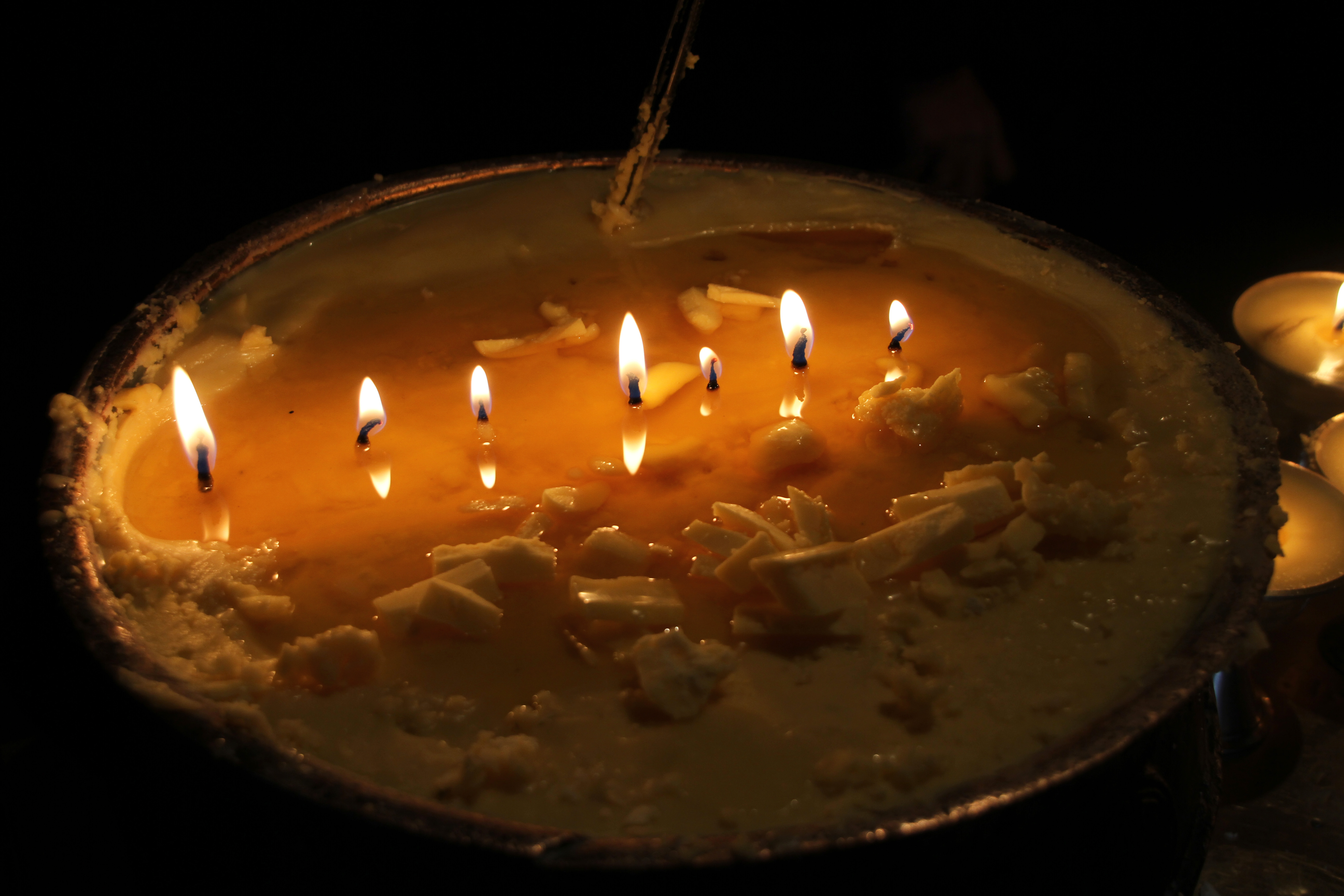
Butterlichter
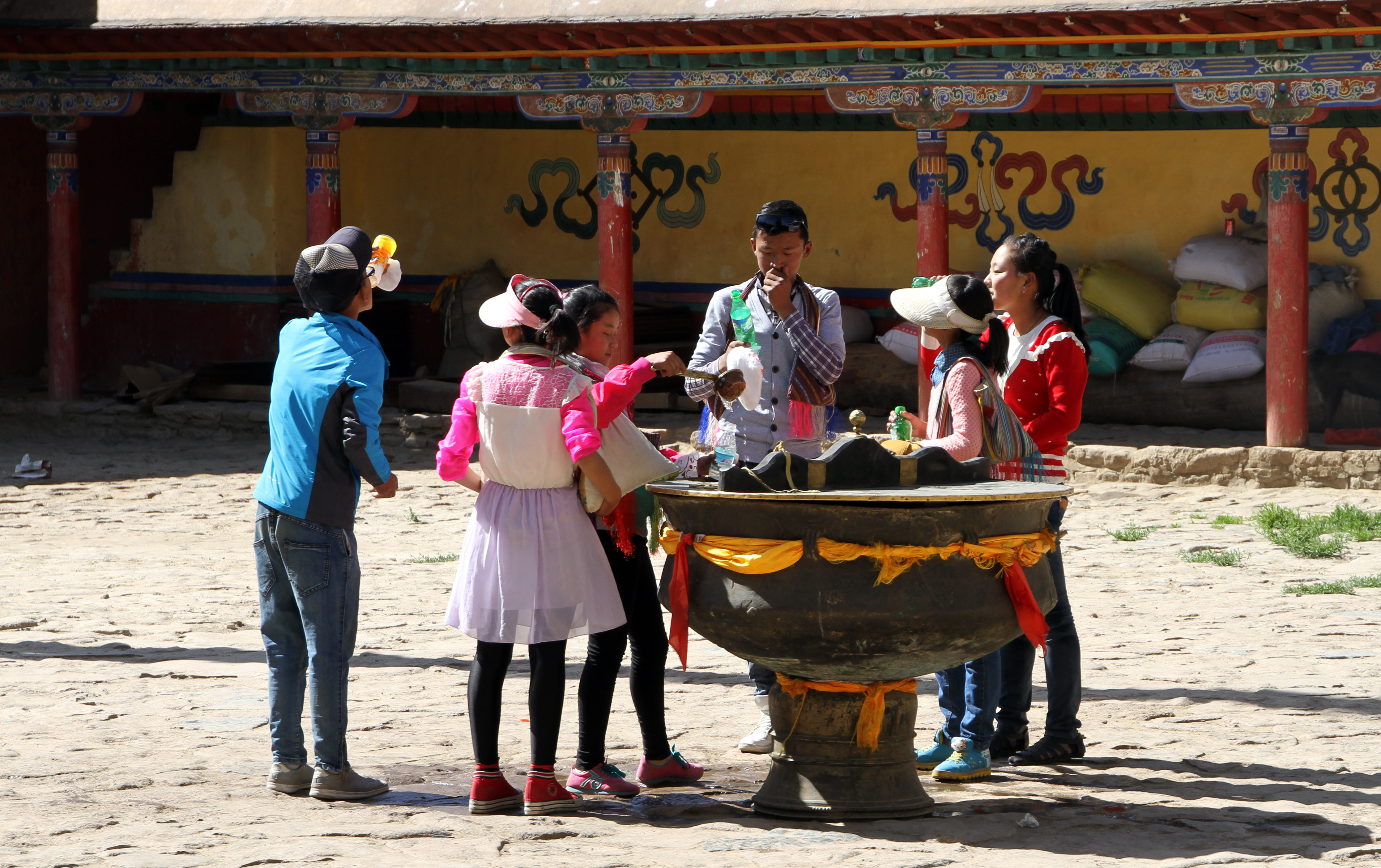
Besucher